# Turó de la Tremoleda
El Turó de la Tremoleda és una muntanya de 1.161 metres que es troba entre els municipis de Viladrau, a la comarca d'Osona i d'Arbúcies, a la comarca de la Selva.